# Relativní hustota
Relativní hustota je v chemické a fyzikální praxi často používaný pojem, který udává poměr mezi měrnou hmotností (hustotou) dané látky a měrnou hmotností standardní látky. Stejně jako u naprosté většiny ostatních relativních veličin se jedná o bezrozměrnou veličinu.
- U kapalin se vztahuje obvykle k měrné hmotnosti vody.
- U plynů se relativní hustota vztahuje obvykle k měrné hmotnosti suchého vzduchu.

## Příklady
Relativní hustota tělních tkání (resp. celého těla) vyšších živočichů se pohybuje od 0,75 až po 1,15 vůči vodě a u rostlin již od 0,3.
Hustota (měrná hmotnost) oxidu uhličitého je 1,98 kg/m3, hustota suchého vzduchu pak 1,29 kg/m3. Proto je relativní hustota oxidu uhličitého 1,98/1,29 = 1,53.
Relativní hustotu těla lze stanovovat také pro živočichy, například pro pravěké dinosaury a ptakoještěry.